# 사라 헥토르
사라 마리아 헥토르(스웨덴어: Sara Maria Hector, 1992년 9월 4일~)는 스웨덴의 알파인 스키 선수이다. 2022년 동계 올림픽 여자 대회전에서 금메달을 획득했다.